# Andrei Tchmil
Andrei Tchmil (* 22. ledna 1963 Chabarovsk) je bývalý sovětský (do roku 1991), moldavský (1992–1995), ukrajinský (1995–1998) a belgický (od roku 1998) profesionální silniční cyklista. Jeho nejsilnější stránkou byly jednodenní silniční závody.
Roku 1994 vyhrál závod Paříž–Roubaix a Bretagne Classic. V roce 1997 závod Paříž-Tours. Rok na to prvně vyhrál závod Kuurne–Brusel–Kuurne, tento výsledek zopakoval roku 2000. V roce 1999 zvítězil v závodě Milán–San Remo. Toho roku též zvítězil v UCI Světovém poháru. Roku 2000 triumfoval v závodě Kolem Flander. Ve stejném roce byl vyhlášen belgickým cyklistou roku.
Závodil za týmy Alfa Lum (1989–1990), S.E.F.B.–Saxon–Gan (1991), GB-MG (1992–1993) a Lotto (1994–2002).
V roce 2006 byl jmenován ministrem sportu Moldavska.